# Ramón Grosso
Ramón Moreno Grosso (Madrid, 8 de diciembre de 1943 - ibídem, 13 de febrero de 2002), más conocido como Ramón Grosso, fue un futbolista y entrenador español, y jugador histórico del Real Madrid Club de Fútbol. Es uno de los pocos jugadores que ha estado vinculado durante toda su etapa profesional bajo disciplina exclusiva del club blanco, si bien por la salvedad de cuatro meses no es considerado como un One Club Man.
Fue internacional con España en catorce ocasiones.

## Trayectoria
Comenzó a destacar en el colegio los jesuitas de Chamartín donde conincidió con Luis Aragonés. De ahí recaló en 1959 en las categorías inferiores del Real Madrid Club de Fútbol, concretamente en el equipo juvenil durante tres años, antes de pasar a formar parte del Real Madrid Aficionados —segundo filial del club y en el que anotó 71 goles en una temporada—.
Previo a su consolidación en el primer equipo madridista, el jugador también jugó en el filial del club, la Agrupación Deportiva Plus Ultra donde a mitad de temporada contaba con 13 goles en 15 partidos en su haber antes de ser cedido hasta final de la temporada al Club Atlético de Madrid, quien atravesaba serias dificultades para mantener la categoría. Ya sí al curso siguiente, 1964-65, formó parte del primer equipo de la entidad madridista, donde permanece doce temporadas hasta 1976. Con el Real Madrid C. F. logró siete Campeonatos de Liga, tres Campeonatos de Copa y una Copa de Europa, además de ser uno de los referentes del conocido «Madrid de los yeyé».
Fue coordinador, entrenador y segundo entrenador de los diferentes equipos del club en los años 1980 y principios de los 1990. De hecho, el 25 de marzo de 1991, Grosso ejerció como entrenador interino en un partido de Liga contra el Real Oviedo.

## Selección nacional
Grosso vistió en catorce ocasiones la camiseta de la selección española en el transcurso de tres años. Su debut se produjo el 1 de febrero de 1967 en un empate 0-0 contra Turquía en el Ali Sami Yen Stadium correspondiente a la fase clasificatoria de la Eurocopa 1968, mientras que su primer y único gol como internacional lo anotó en el segundo encuentro entre ambos equipos que finalizó con victoria española por 2-0. 

## Estadísticas

### Clubes
Datos actualizados a fin de carrera deportiva. Resaltadas temporadas en calidad de cesión.
| A. D. Plus Ultra        | 1963-64                 | 3.ª                     | 15  | 13 | –  | –  | –  | –  | 15  | 13 | 0.87 |
| Atlético de Madrid      | 1963-64                 | 1.ª                     | 12  | 3  | –  | –  | –  | –  | 12  | 3  | 0.25 |
| Real Madrid C. F.       | 1963-64                 | 1.ª                     | –   | –  | 6  | 3  | –  | –  | 6   | 3  | 0.50 |
| Real Madrid C. F.       | 1964-65                 | 1.ª                     | 28  | 17 | 4  | 2  | 5  | 4  | 37  | 23 | 0.62 |
| Real Madrid C. F.       | 1965-66                 | 1.ª                     | 29  | 11 | 2  | 1  | 8  | 3  | 39  | 15 | 0.38 |
| Real Madrid C. F.       | 1966-67                 | 1.ª                     | 24  | 10 | 5  | 2  | 5  | 1  | 34  | 13 | 0.38 |
| Real Madrid C. F.       | 1967-68                 | 1.ª                     | 26  | 3  | 8  | –  | 7  | 2  | 41  | 5  | 0.12 |
| Real Madrid C. F.       | 1968-69                 | 1.ª                     | 25  | 3  | 2  | –  | 2  | –  | 29  | 3  | 0.1  |
| Real Madrid C. F.       | 1969-70                 | 1.ª                     | 28  | 6  | 9  | 1  | 3  | 1  | 40  | 8  | 0.2  |
| Real Madrid C. F.       | 1970-71                 | 1.ª                     | 13  | –  | 2  | –  | 6  | –  | 21  | 0  | 0    |
| Real Madrid C. F.       | 1971-72                 | 1.ª                     | 32  | 3  | 3  | –  | 4  | –  | 39  | 3  | 0.08 |
| Real Madrid C. F.       | 1972-73                 | 1.ª                     | 16  | 1  | 2  | –  | 1  | –  | 19  | 1  | 0.05 |
| Real Madrid C. F.       | 1973-74                 | 1.ª                     | 26  | –  | 7  | 1  | 2  | –  | 35  | 1  | 0.03 |
| Real Madrid C. F.       | 1974-75                 | 1.ª                     | 17  | –  | 5  | –  | 2  | –  | 24  | 0  | 0    |
| Real Madrid C. F.       | 1975-76                 | 1.ª                     | 1   | –  | 1  | –  | –  | –  | 2   | 0  | 0    |
| Total Real Madrid C. F. | Total Real Madrid C. F. | Total Real Madrid C. F. | 265 | 54 | 56 | 10 | 45 | 11 | 366 | 75 | 0.20 |
| Total carrera           | Total carrera           | Total carrera           | 277 | 57 | 56 | 10 | 45 | 11 | 378 | 78 | 0.21 |
| 1. 2. 3.                |                         |                         |     |    |    |    |    |    |     |    |      |

### Selecciones
Datos actualizados a fin de carrera deportiva.
| Selección         | Temporada | Partidos | Goles |
| ----------------- | --------- | -------- | ----- |
| Absoluta · España | 1966–67   | 3        | 1     |
| Absoluta · España | 1967–68   | 3        | -     |
| Absoluta · España | 1968–69   | 6        | -     |
| Absoluta · España | 1969–70   | 2        | -     |
| Absoluta · España | Total     | 14       | 1     |

## Muerte y familia
Después de una larga batalla contra el cáncer, Grosso murió el 13 de febrero de 2002 en su ciudad natal de Madrid, a los 58 años. Le sobreviven su esposa Amparo y sus cinco hijos, incluida la mayor María Angela, que se casó con el también exjugador del club madridista, Paco Llorente. La familia se encuentra dentro de la conocida como línea genealógica Llorente-Gento, prolífica de jugadores profesionales de baloncesto y fútbol muy ligados al Real Madrid Club de Fútbol. Grosso era el abuelo por línea materna de Marcos Llorente, de quien a su vez por línea paterna se localiza a su tío-abuelo Paco Gento, leyenda del club que además fue coetáneo de equipo de Grosso.

## Palmarés

### Campeonatos nacionales
| Título             | Club              | Año  |
| ------------------ | ----------------- | ---- |
| Campeonato de Liga | Real Madrid C. F. | 1964 |
| Campeonato de Liga | Real Madrid C. F. | 1965 |
| Campeonato de Liga | Real Madrid C. F. | 1967 |
| Campeonato de Liga | Real Madrid C. F. | 1968 |
| Campeonato de Liga | Real Madrid C. F. | 1969 |
| Copa               | Real Madrid C. F. | 1970 |
| Campeonato de Liga | Real Madrid C. F. | 1972 |
| Copa               | Real Madrid C. F. | 1974 |
| Campeonato de Liga | Real Madrid C. F. | 1975 |
| Copa               | Real Madrid C. F. | 1975 |

### Campeonatos internacionales
| Título         | Equipo            | Año     |
| -------------- | ----------------- | ------- |
| Copa de Europa | Real Madrid C. F. | 1965-66 |